# Nebuloasa Crabului
Nebuloasa Crabului (cunoscută și ca Messier 1, NGC 1952, Taurus A sau Taurus X-1) este o rămășiță de supernovă, rezultat al exploziei unei stele masive în supernovă istorică (SN 1054), observată de un astronom chinez în perioada dinastiei Song, din iulie 1054 până în aprilie 1056. Nebuloasa a fost observată pentru prima oară în 1731 de John Bevis, apoi în 1758 de Charles Messier care l-a trecut, pe primul loc, în catalogul său.

## Descoperire
Nebuloasa a fost descoperită în anul 1731 de către astronomul amator de origine britanică John Bevis, dar a fost observată ca o stea foarte strălucitoare, de către astronomii chinezi în anul 1054. 
În opera Sung-hiu-yao ("Elementele esențiale ale istorieri Sung") citim:
| «27 august 1054. Yang Wei-te spune: „Observ cu umilință o stea invitată, care a apărut în aceste nopți; deasupra ei există o strălucire galbenă slabă» |

Consemnările acelei perioade vorbesc de apariția pe cer a unei stele noi, mai strălucitoare ca Venus, se pare de o magnitudine neobișnuită aproximativ -6, ce s-a văzut pe cer chiar în timpul zilei vreme de 23 de zile și apoi cu ochiul liber pe cerul de noapte încă 653 de zile. De asemenea apare și în arta picturală a indienilor Anasazi din Arizona și New Mexico, desene descoperite ulterior în Navaho Canyon și White Mesa (Arizona) cât și în canionul Chaco (New Mexico). 

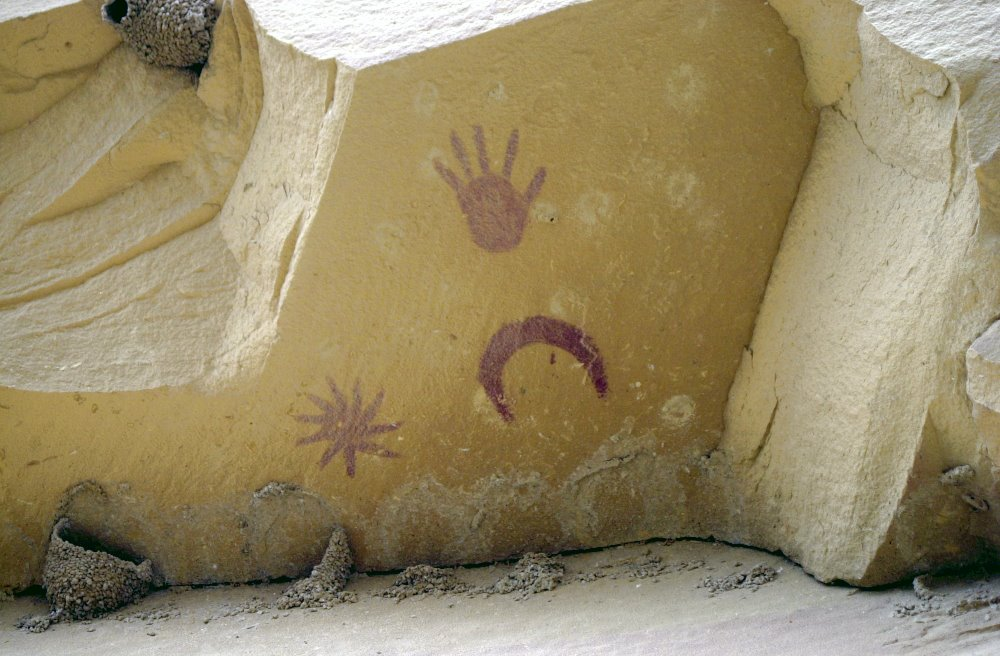
Pictura pe stâncă a Canionului Chaco, opera indienilor Anasazi, care înfățișează Luna împreună cu SN 1054.

Înscrisă în catalogul Uranographia Britannica al lui John Bevis, nebuloasa a fost redescoperită din întâmplare și în mod independent de către Messier la 28 august 1758, pe când căuta cometa Halley. Crezând că e vorba de o cometă, acesta și-a dat curând seama de greșeală și a catalogat-o în data de 12 septembrie 1758, fiind primul obiect ce a stat la baza celebrului catalog. Denumirea de Nebuloasa Crabului a primit-o însă în anul 1844 în urma schițelor făcute de către Lord Rosse.

## Pulsarul Central

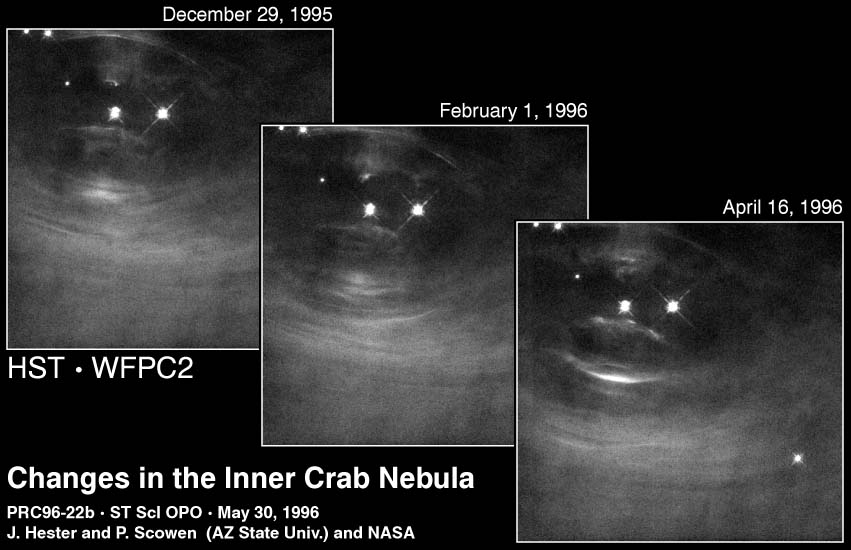
Această secvență de imagini de la Telescopul Spațial Hubble arată cum se modifică structurile interiorului nebuloasei pe o perioadă de patru luni. Credit: NASA/ESA.

În centrul Nebuloasei Crabului sunt vizibile două stele slabe, dintre care cea mai sudică este responsabilă de însăși existența nebuloasei; a fost identificat ca atare în 1942, când Rudolf Minkowski a descoperit că spectrul său optic este extrem de neobișnuit. Ulterior, s-a descoperit că obiectul este o sursă puternică de unde radio (1949) și raze X (1963), precum și una dintre cele mai puternice surse de raze gamma de pe cer (1967); în cele din urmă, în 1968 s-a descoperit că steaua își emite radiația în pulsații rapide, făcându-l unul dintre primii pulsari care au fost descoperiți.
Pulsarii sunt de fapt surse puternice de radiații electromagnetice, emise în pulsații scurte și extrem de regulate de multe ori pe secundă; când au fost descoperite în 1967, erau unul dintre cele mai mari mistere ale astronomiei, iar grupul de oameni de știință care le-a descoperit pentru prima dată a luat în considerare chiar și posibilitatea ca acestea să fie semnale de la o civilizație avansată. Cu toate acestea, descoperirea unui obiect din această clasă în cadrul Nebuloasei Crabului a fost o dovadă puternică că acest tip de obiect exotic s-a format ca urmare a exploziei unei supernove. Acum este clar că acestea sunt stele formate din neutroni care se rotesc pe axa lor cu viteză mare, al căror câmp magnetic le concentrează radiația în fascicule înguste.
Obiectul, numit Crab Pulsar, are un diametru de aproximativ 28–30 km și își emite pulsațiile la fiecare 33 ms; pulsațiile sunt emise la toate lungimile de undă ale spectrului electromagnetic, de la unde radio până la razele X. Ca toți pulsarii izolați, perioada sa încetinește foarte treptat; uneori, perioada sa de rotație prezintă schimbări dramatice, cunoscute sub numele de glitches, care se crede că sunt cauzate de o realiniere bruscă a stelei neutronice. Energia eliberată pe măsură ce pulsarul încetinește este enormă și crește emisiile de radiații sincrotron ale nebuloasei, care au o luminozitate totală de aproximativ 75.000 de ori mai mare decât cea a Soarelui.
Ieșirea puternică de energie a pulsarului creează o regiune dinamică neobișnuită în centrul nebuloasei; în timp ce majoritatea obiectelor astronomice evoluează atât de încet încât schimbările sunt apreciabile doar la scara mai multor ani, cele mai interioare părți ale Nebuloasei Crabului prezintă schimbări de ordinul a doar câteva zile. Cea mai dinamică structură a regiunilor centrale ale nebuloasei este locul în care vântul ecuatorial al pulsarului lovește masa nebuloasei, formând un front de șoc a cărui formă și poziție se schimbă rapid.

## Natura stelei progenitoare
Steaua care a explodat ca o supernovă se numește „stea progenitoare”. Există două tipuri de stele care pot exploda ca supernove: pitice albe și stele masive; în așa-numitele supernove de tip Ia, gazul care cade pe o pitică albă face ca steaua să crească în masă până când ajunge la un punct critic, numit limită Chandrasekhar, care provoacă explozia; în supernovele de tip Ib/c și de tip II, steaua progenitoare este o stea foarte masivă pe punctul de a-și epuiza sursa de energie prin fuziune nucleară, ceea ce provoacă prăbușirea stelei în sine, care atinge temperaturi foarte ridicate și provocându-i ulterioarea explozie. Prezența unui pulsar în Nebuloasa Crabului exclude originea unei pitici albe, deoarece supernova de tip Ia nu produce pulsari.

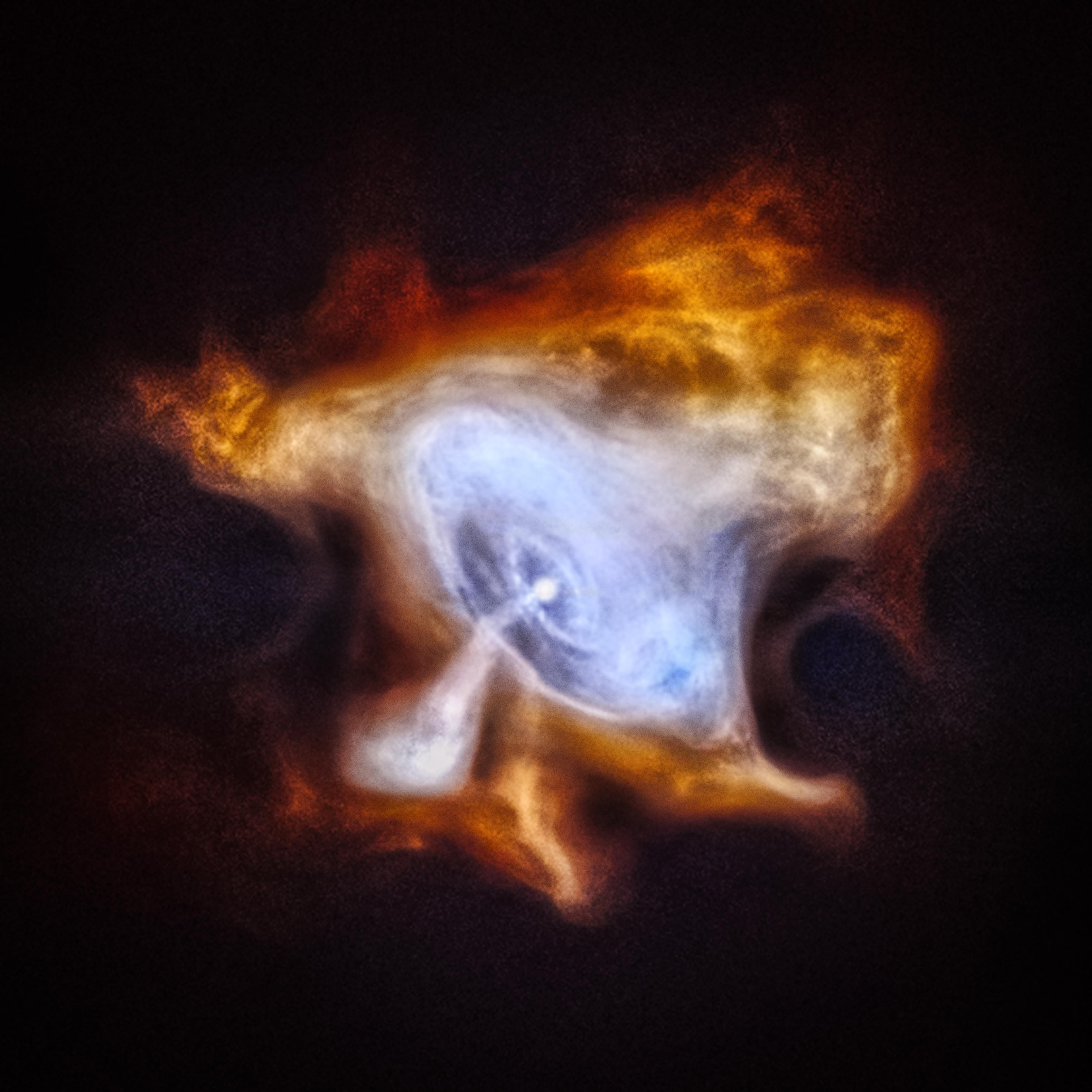
Pulsarul Crabului. Imaginea cu raze X de la telescopul Chandra.

Modelele teoretice ale exploziilor de supernove sugerează că steaua progenitoare a Nebuloasei Crab trebuie să fi avut o masă între 9-11 și 20–30 M⊙. Stelele cu mase mai mici de 8 mase solare sunt prea mici pentru a produce explozii de supernove și pentru a-și termina ciclul de viață, lăsând o pitică albă ca rămășițe și formând o nebuloasă planetară, în timp ce stelele cu mase mai mari de 12 mase solare ar produce o nebuloasă cu o compoziție chimică diferită decât ceea ce se observă în Nebuloasa Crabului.
O problemă notabilă în studierea Nebuloasei Crab este că masa combinată a nebuloasei și a pulsarului este mult mai mică decât cea presupusă pentru steaua progenitoare, iar întrebarea despre ce s-a întâmplat cu această „masă care lipsește”, este încă fără răspuns. Estimările masei nebuloasei au fost făcute prin măsurarea cantității totale de lumină emisă și calcularea celei necesare, având în vedere cu temperatura și densitatea măsurate a nebuloasei; estimările variază de la minim 1 până la maxim 5 mase solare, cu o valoare de 2-3 mase solare acceptată de comunitatea științifică. Masa stelei neutronice este estimată a fi între 1,4 și 2 M☉.
Teoria predominantă care explică masa care lipsește a nebuloasei este că cea mai mare parte a masei inițiale a stelei progenitoare a fost măturată înainte de explozia supernovei de un vânt stelar puternic; totuși, acest vânt ar fi creat o structură asemănătoare cochiliei în jurul nebuloasei. Deși s-au făcut încercări de a observa acest înveliș la diferite lungimi de undă, până acum nu s-a găsit nimic.

## Imagini

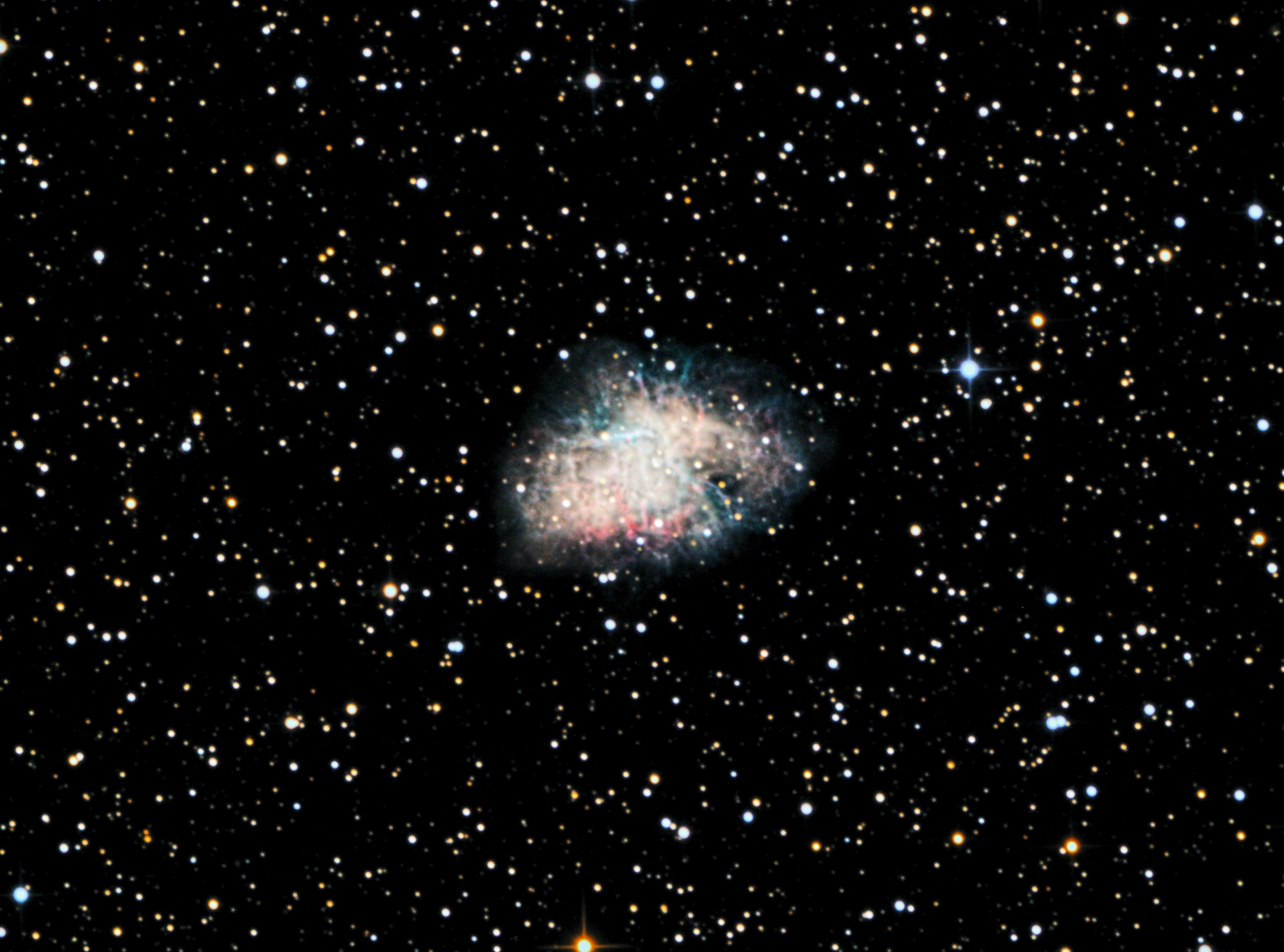
Nebuloasa Crabului fotografiată cu echipament pentru amatori

## Vezi și
- SN 1054